# Traumatismo genital
Traumatismo genital é trauma nos genitais.

## Histórico do estudo do traumatismo genital
Médicos e enfermeiros vêm realizando exames em vítimas de agressão sexual e coletando evidências há 20 anos. Porém, a quantidade de dados científicos coletados sobre lesões genitais após agressão sexual ainda é mínima. Portanto, não há evidências disponíveis que demonstrem padrões específicos de lesão resultantes de agressão sexual. A motivação para investigar e coletar dados sobre lesões genitais tem sido principalmente o contexto do sistema judicial, como provar ou refutar agressões sexuais, em vez de fins médicos. Os estudos realizados nos últimos 25 anos em casos de agressão sexual no sistema judiciário lançaram as bases para a interpretação de lesões decorrentes de agressão sexual. É importante que haja pesquisas sobre lesões genitais mais amplamente relacionadas à atividade sexual (e não apenas à agressão sexual) para aprimorar o conhecimento médico sobre o tema. Os métodos de estudo e documentação de lesões genitais melhoraram significativamente com o uso de corantes de coloração tecidual e da colposcopia. Os primeiros estudos que utilizaram esses novos métodos foram revisões retrospectivas de prontuários realizadas em hospitais por médicos ou enfermeiros. Esses estudos empregaram diferentes técnicas para identificar e documentar lesões, como visualização direta, colposcopia e/ou uso de corantes de coloração tecidual. Estudos anteriores utilizavam apenas a visualização direta para coleta de dados.

## Traumatismo vaginal em relações consensuais e não consensuais
O traumatismo vaginal pode ocorrer durante e após relações sexuais consensuais e não consensuais, dificultando determinar as circunstâncias do trauma com base apenas no exame físico. Pode ser difícil diferenciar lesões resultantes de relações sexuais consensuais daquelas decorrentes de agressão sexual em adolescentes. Mulheres têm três vezes mais probabilidade de apresentar lesões vaginais e lesões relacionadas ao ato sexual em casos de agressão forçada do que em experiências sexuais consensuais. Lacerações vaginais ocorridas em relações consensuais ou não consensuais podem exigir cirurgia, mas vítimas de agressão forçada necessitam de serviços adicionais, como intervenção policial e aconselhamento para trauma. Há poucas pesquisas sobre lesões leves em mulheres adultas pré-menopáusicas, adolescentes e pós-menopáusicas que não requerem cirurgia ou tratamento.

### Por que o traumatismo vaginal ocorre?
Existem fatores que podem predispor mulheres a lesões vaginais durante relações sexuais consensuais. Esses fatores incluem: primeira relação sexual, gravidez, penetração vigorosa, atrofia e espasmo vaginal, cirurgia prévia ou radioterapia, genitais desproporcionais, ornamentação peniana e anomalias congênitas. Durante a relação vaginal na posição missionária com as pernas totalmente estendidas para trás, o pênis atinge sua penetração mais profunda e a rotação extrema do útero leva a uma hiperextensão da parede vaginal, o que pode causar ruptura em alguns casos. Essa é a posição mais provável para ocorrência de lacerações vaginais. A parede vaginal do lado direito é o local mais frequentemente lesado nessa posição. O alongamento e a lubrificação vaginais geralmente ocorrem naturalmente em situações sexuais consensuais. Em vítimas de estupro, esses processos não ocorrem, o que pode levar à laceração vaginal. Isso está em consonância com o fato de haver mais lesões decorrentes de agressão sexual do que de relações consensuais. A incapacidade de produzir lubrificação e dilatação vaginais adequadas é considerada uma causa subjacente de lacerações graves na região superior da vagina.

### Tipos de traumatismo vaginal
As lacerações relacionadas ao ato sexual podem variar de rupturas superficiais a lesões mais graves, raramente estendendo-se ao lúmen retal e à cavidade peritoneal. Lesões reto-vaginais geralmente resultam de agressão com objeto estranho, estupro ou lesão ginecológica acidental. Lesões dessa gravidade em relações consensuais são muito raras. Rupturas no fórnix vaginal posterior e direito são descritas em relações vaginais consensuais. A localização dessas lacerações costuma depender da anatomia reprodutiva da mulher. É comum que o útero fique ligeiramente deslocado para a direita, o que expõe o fórnix direito e facilita o surgimento de lacerações ou traumas. As lacerações na região peri-cervical posterior da vagina tendem a ocorrer na posição missionária, com quadris e pernas hiperdobrados. Outras posições também podem expor a parede vaginal posterior, normalmente protegida pelo colo do útero, possibilitando lacerações do fórnix posterior. Lacerações na região superior da vagina são relatadas com mais frequência em relações consensuais do que em agressões forçadas. Complicações de lacerações vaginais graves podem incluir hemoperitônio, pneumoperitônio e hematoma retroperitoneal com ou sem perfuração vaginal. Lacerações ao longo do eixo longo da vagina ou da fourchette posterior são mais comuns em casos de estupro. Lacerações ou rupturas do hímen são comuns, mas não indicam se a relação foi consensual ou não.

### Tratamento do traumatismo vaginal
O diagnóstico e tratamento do traumatismo vaginal podem ser frequentemente dificultados e atrasados devido à natureza sensível e pessoal dessas lesões; isso pode ser ainda mais complicado em pacientes jovens. O reparo da maioria das lesões genitais requer sutura e o sangramento da área geralmente é mínimo. O sangramento decorrente de lacerações vaginais graves pode ser abundante, levando a choque hemorrágico, e o paciente pode necessitar de transfusão de sangue. O tratamento dessas lacerações pode requerer reparo cirúrgico.

## Traumatismo vulvar
O traumatismo vulvar é mais comum em crianças pré-púberes devido à pequena camada de gordura labial e ao maior nível de atividade física. Adultos contam com maior proteção. Embora algumas lesões sejam graves, a maioria são traumas contusos menores e acidentais. O tipo de lesão mais comum é a lesão por transpasse, que pode ocorrer em atividades normais, como andar de bicicleta. Devido à vascularização da vulva, pode se formar um grande hematoma quando lesionada. A vulva também pode ser ferida em casos de agressão sexual. O traumatismo vulvar pode ocorrer simultaneamente ao traumatismo vaginal, especialmente se um objeto cortante estiver envolvido.
O traumatismo vaginal pode ocorrer quando algo é inserido na vagina, por exemplo, um objeto cortante, causando trauma penetrante. O traumatismo vaginal pode ocorrer como resultado de uma experiência sexual dolorosa inicial ou de abuso sexual. O traumatismo vaginal pode ocorrer em crianças em decorrência de uma lesão por transpasse. A maioria dessas lesões, embora angustiantes, não é grave. Em alguns casos, ocorre uma lesão grave que requer atenção médica imediata, especialmente se o sangramento não cessar. O traumatismo vaginal ocorre durante uma episiotomia.

## Traumatismo peniano
O traumatismo peniano pode assumir várias formas. Abrasões podem ser causadas por lesão com zíper, e fraturas podem ocorrer durante atividade sexual. Um tipo de traumatismo peniano é a amputação do pênis. A amputação peniana é uma lesão rara e considerada uma condição urológica de emergência. Algumas causas incluem automutilação em distúrbios psiquiátricos, necessidade sexual, acidentes, lesões iatrogênicas, vingança ou ruptura conjugal. Como se trata de uma lesão rara, não existe método padronizado para tratamento. O reparo microcirúrgico parece ser o mais eficaz para recuperar sensibilidade e função erétil.

## Traumatismo testicular
O traumatismo testicular é uma lesão em um ou ambos os testículos. Os tipos de lesão incluem contusão, perfuração e descolamento de pele. Os testículos estão localizados no escroto, que fica exposto externamente, sem a proteção de músculos ou ossos. Isso facilita que sejam atingidos, golpeados, chutados ou esmagados, ocorrendo com maior frequência durante esportes de contato. Os testículos podem ser protegidos pelo uso de copa atlética durante a prática esportiva. O traumatismo testicular pode causar dor intensa, equimoses, inchaço e, em casos graves, até infertilidade. Também pode ocorrer torção testicular, que bloqueia o suprimento vascular e exige atendimento médico imediato. Na maioria dos casos, os testículos — constituídos por um tecido esponjoso — conseguem absorver algum impacto sem danos graves.